# هوول ئی. جکسون
هوول ئی. جکسون (به انگلیسی: Howell E. Jackson) سناتور سابق عضو حزب دموکرات ایالات متحده آمریکا بود. وی در سال ۱۸۸۱ تا ۱۸۸۶ میلادی سناتور ایالت تنسی در سنای ایالات متحده آمریکا بود.